# Tormenta tropical Beryl (2000)

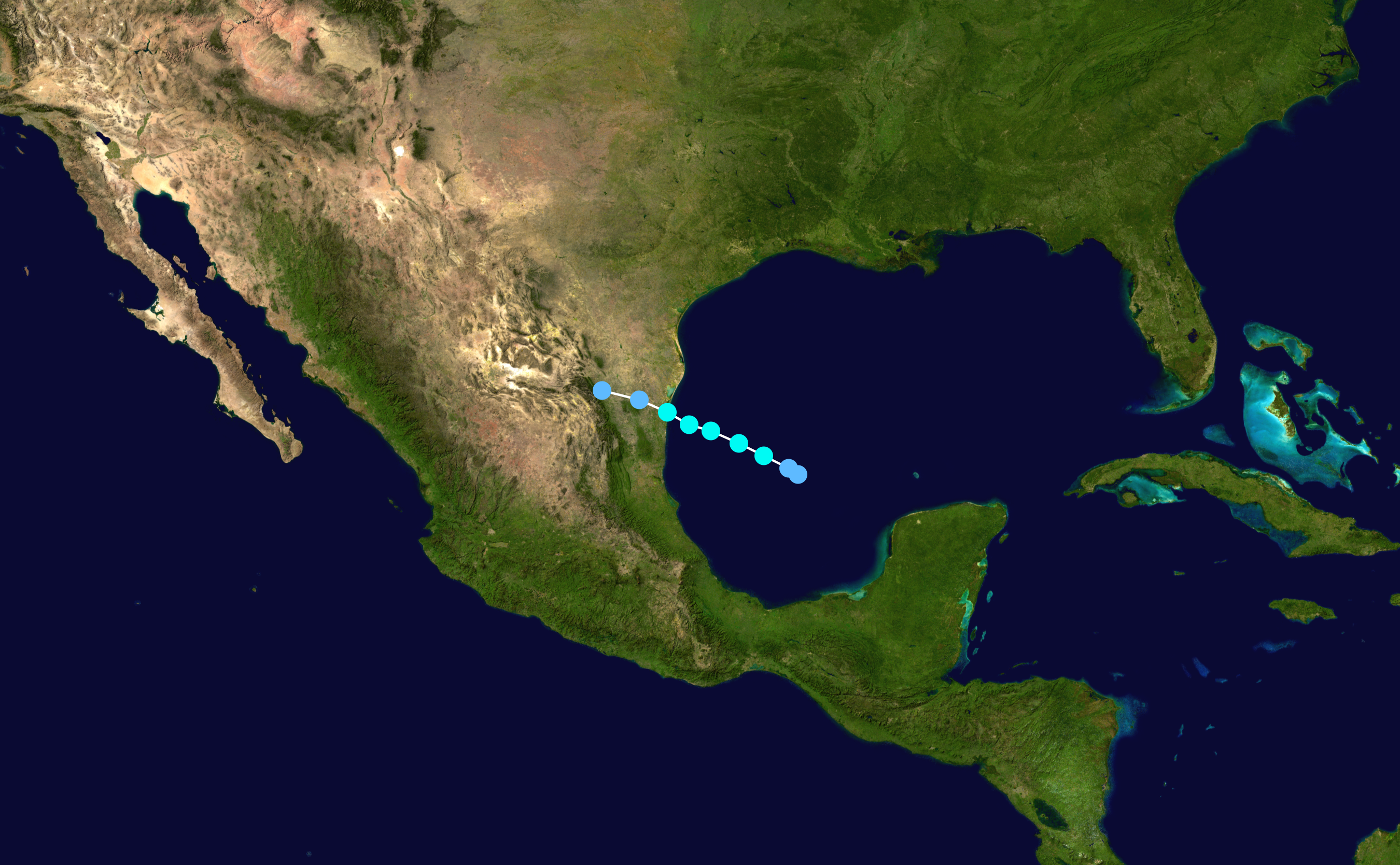
Trayecto de la tormenta tropical Beryl.

La tormenta tropical Beryl fue la segunda tormenta tropical y la primera que tocó tierra firme en Norteamérica con intensidad de tormenta tropical de la temporada de huracanes del Atlántico de 2000 que se formó en el golfo de México el 13 de agosto de 2000 y se disipó sobre las montañas del noreste de México el 15 de agosto.